# Deutsche Sprachinseln im Kalischer Land

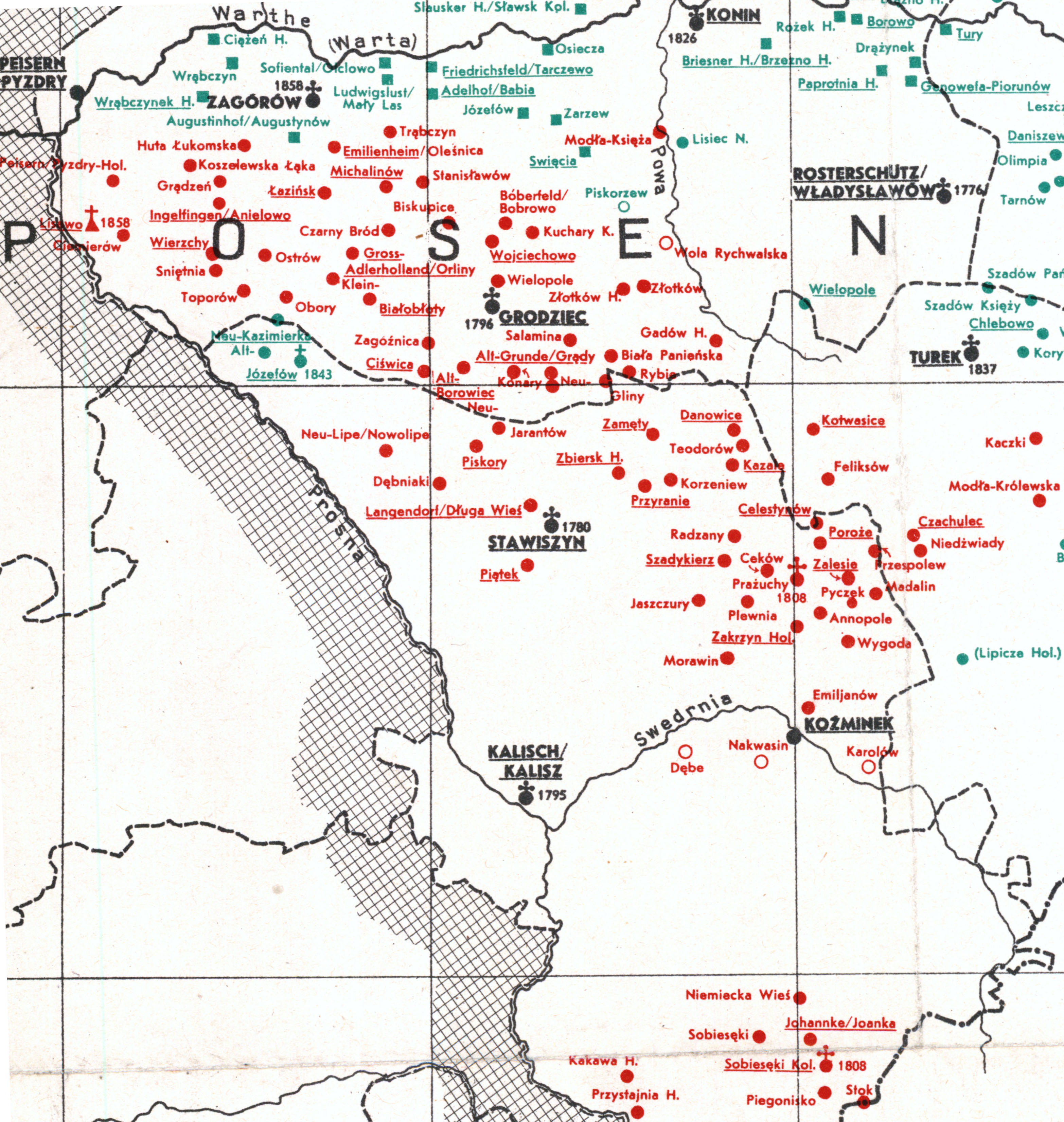
Andere Breyer Karte (1938)

Deutsche Sprachinseln im Kalischer Land bildeten ein verhältnismäßig geschlossenes deutschsprachiges Siedlungsgebiet im Umfeld der Stadt Kalisch in Mittelpolen. In diesen Sprachinseln lagen bis 1945, 26 größeren und 74 kleineren Dörfern sowie die Städte Kalisch, Władysławów (Rosterschütz) und Turek. In den deutschen Sprachinseln lebten rund 25.000 Polen deutscher Herkunft.

## Geschichte
Die Besiedelung des Urwaldes nördlich von Kalisch begann noch vor den polnischen Teilungen um das Jahr 1740. Polnische meist adlige Großgrundbesitzer riefen deutsche Bauern (meist aus Schlesien stammend) zur Besiedlung brachliegender Güter oder Waldgebiete ins Land. Die erste urkundlich nachgewiesene derartige Siedlung war der Ort Łazińsk Holland (Holland, im Polnischen Olędrzy – siehe Hauländer, auch Holländer) im Jahre 1746. 1772 wurden die deutschen Dörfer Borowiec, Konary, Grunde und Wielołęka gegründet. Diesen Dörfern folgten weitere so:
- Prasuchy (1770)
- Poroze (1775)
- Zbiersk Holland (1775)
- Ciświca-Holland (1775)
- Lipnica (1778)
- Jarantów (1778)
- Jaszczury (1780)
- Zakrzyn (1780)
- Piegonisko (1782)
- Sobiesęki (1782)
- Stoki (1782)
- Kazimierka-Stara (1782)
- Adlerholland (pl.: Orlin) (1784)
- Gadow-Holland (1784)
- Zamęty (1786)
- Danowiec (1786)
- Białobłoty (1787)
- Kazimierka-Nowa (1790)
- Kolonie Józefów (1790)

Noch vor der letzten Teilung Polens war somit das gesamte Waldgebiet nördlich von Kalisch zwischen Prosna und Teleszyna von deutschen Siedlern erschlossen worden. Das ehemals große Urwaldgebiet war nun von zahlreichen Rodungsinseln durchsetzt. Nach der zweiten Teilung Polens gehörte das Gebiet von 1793 bis 1807 zu Südpreußen. 1809 kam es ins Herzogtum Warschau und 1815 ins neu entstandene russisch beherrschte Kongresspolen. Im 19. Jahrhundert folgten weitere deutsche Dorfgründungen ohne größere Einwanderung von außen als Tochtersiedlungen der bereits vorhandenen Dörfer. So wurden um den Ort Prasuchy die deutschen Dörfer Celestyny, Feliksów, Kotwasice, Niedzwiady, Annopol, Wygoda gegründet. In der Gegend um Grodziec wurden gegen 1845 die Kolonien Wojciechowo, (später Wycinki genannt), Boberfeld, Michalinów, Łagiewniki und Sołomina gegründet. Mit dem Beginn der Bauernbefreiung im damals russischen Kongreßpolen endete die deutsche Siedlungstätigkeit vollständig. Es standen keine siedlungsfreien Flächen zur Neuanlage von Dörfern mehr zur Verfügung. Die Gegend um Chełm wurde dagegen zur neuen Ziel der Auswanderung, auch aus dem Kalischer Land, siehe Cholmerländer.
In drei Städten des Kalischer Landes gab es nennenswerte deutsche Minderheiten so in Kalisch, Rosterschütz und Turek. Die Einwanderung nach Rosterschütz 1738 durch die Ansiedlung deutschsprachiger Züchner, Parchner und Weber aus Schlesien. In Turek siedelte sich ab 1826 eine große Zahl deutschsprachiger meist katholischer Weber aus Böhmen an. In der Stadt Kalisch kam es in Südpreussischer Zeit zur Ansiedlung vieler deutscher beim Wiederaufbau der Stadt 1793. Ein Großteil dieser deutschen Zuwanderer verließ Kalisch jedoch wieder im Jahre 1831.
Mit der Vertreibung 1945 endete die Geschichte deutschen Sprachinseln im Kalischer Land.